# Campeonato Mundial de Atletismo de 2019 - Revezamento 4x400 m feminino
A competição dos 4 x 400 metros estafetas feminino no Campeonato Mundial de Atletismo de 2019 foi realizada no Estádio Internacional Khalifa, em Doha, no Catar, nos dias 5 e 6 de outubro.

## Recordes
Antes da competição, os recordes eram os seguintes: 
| Recorde mundial                               | Tatyana Ledovskaya, Olga Nazarova · Mariya Kulchunova, Olga Bryzgina (URS)             | 3:15.17 | Seul, Coreia do Sul     | 1 de outubro de 1988   |
| Recorde do campeonato                         | Gwen Torrence, Maicel Malone-Wallace · Natasha Kaiser-Brown, Jearl Miles Clark (USA)   | 3:16.71 | Estugarda, Alemanha     | 22 de agosto de 1993   |
| Melhor marca do ano                           | Alexis Holmes, Kimberley Harris · Ziyah Holman, Kayla Davis (USA)                      | 3:24.04 | San José, Costa Rica    | 21 de julho de 2019    |
| Recorde africano                              | Olabisi Afolabi, Fatima Yusuf · Charity Opara, Falilat Ogunkoya (NGA)                  | 3:21.04 | Atlanta, Estados Unidos | 3 de agosto de 1996    |
| Recorde asiático                              | An Xiaohong, Bai Xiaoyun · Cao Chunying, Ma Yuqin (CHN)                                | 3:24.28 | Pequim, China           | 13 de setembro de 1993 |
| Recorde da América do Norte, Central e Caribe | Denean Howard-Hill, Diane Dixon · Valerie Brisco-Hooks, Florence Griffith-Joyner (USA) | 3:15.51 | Coreia do Sul, Canada   | 22 de julho de 2015    |
| Recorde sul-americano                         | Geisa Aparecida Coutinho, Bárbara de Oliveira · Joelma Sousa, Jailma de Lima (BRA)     | 3:26.68 | São Paulo, Brasil       | 7 de agosto de 2011    |
| Recorde europeu                               | Tatyana Ledovskaya, Olga Nazarova · Mariya Kulchunova, Olga Bryzgina (URS)             | 3:15.17 | Seul, Coreia do Sul     | 1 de outubro de 1988   |
| Recorde da Oceania                            | Nova Peris, Tamsyn Manou · Melinda Gainsford-Taylor, Cathy Freeman (AUS)               | 3:23.81 | Sydney, Austrália       | 30 de setembro de 2000 |

Os seguintes recordes mundiais ou olímpicos foram estabelecidos durante esta competição:
| Data         | Evento        | Atletas                                                                           | Tempo   | Notas               |
| ------------ | ------------- | --------------------------------------------------------------------------------- | ------- | ------------------- |
| 5 de outubro | Eliminatórias | Jessica Beard, Allyson Felix, Kendall Ellis, Courtney Okolo (USA)                 | 3:22.96 | Melhor marca do ano |
| 5 de outubro | Eliminatórias | Roneisha McGregor, Anastasia Le-Roy, Tiffany James, Stephenie Ann McPherson (JAM) | 3:23.64 | Melhor marca do ano |
| 6 de outubro | Final         | Phyllis Francis, Sydney McLaughlin, Dalilah Muhammad, Wadeline Jonathas (USA)     | 3:18.92 | Melhor marca do ano |

## Medalhistas
| Ouro | Prata | Bronze |
| Estados Unidos · Phyllis Francis · Sydney McLaughlin · Dalilah Muhammad · Wadeline Jonathas · Jessica Beard* · Allyson Felix* · Kendall Ellis* · Courtney Okolo* | Polónia · Iga Baumgart-Witan · Patrycja Wyciszkiewicz · Małgorzata Hołub-Kowalik · Justyna Święty-Ersetic · Anna Kiełbasińska* | Jamaica · Anastasia Le-Roy · Tiffany James · Stephenie Ann McPherson · Shericka Jackson · Roneisha McGregor* |

(*) Disputaram apenas as eliminatórias

## Calendário
| Data                 | Horário | Fase          |
| -------------------- | ------- | ------------- |
| 5 de outubro de 2019 | 19:55   | Eliminatórias |
| 6 de outubro de 2019 | 21:15   | Final         |

Todos os horários estão no horário local (UTC+3)

## Resultados

### Eliminatórias
Qualificação: Três primeiros de cada bateria (Q) e os dois melhores tempos (q) das eliminatórias. 
| Pos. | Bateria | Raia | Nacionalidade  | Atletas                                                                                     | Tempo   | Notas                |
| ---- | ------- | ---- | -------------- | ------------------------------------------------------------------------------------------- | ------- | -------------------- |
| 1    | 2       | 6    | Estados Unidos | Jessica Beard, Allyson Felix, Kendall Ellis, Courtney Okolo                                 | 3:22.96 | Q,                   |
| 2    | 1       | 7    | Jamaica        | Roneisha McGregor, Anastasia Le-Roy, Tiffany James, Stephenie Ann McPherson                 | 3:23.64 | Q,                   |
| 3    | 2       | 3    | Grã-Bretanha   | Zoey Clark, Jodie Williams, Jessica Turner, Laviai Nielsen                                  | 3:24.99 | Q,                   |
| 4    | 1       | 4    | Polónia        | Anna Kiełbasińska, Małgorzata Hołub-Kowalik, Patrycja Wyciszkiewicz, Justyna Święty-Ersetic | 3:25.78 | Q                    |
| 5    | 1       | 8    | Canadá         | Alicia Brown, Aiyanna Stiverne, Madeline Price, Sage Watson                                 | 3:25.86 | Q,                   |
| 6    | 2       | 2    | Ucrânia        | Kateryna Klymiuk, Olha Lyakhova, Tetyana Melnyk, Hanna Ryzhykova                            | 3:26.57 | Q,                   |
| 7    | 2       | 4    | Bélgica        | Hanne Claes, Imke Vervaet, Paulien Couckuyt, Camille Laus                                   | 3:26.58 | q,                   |
| 8    | 1       | 3    | Países Baixos  | Lieke Klaver, Lisanne de Witte, Bianca Baak, Femke Bol                                      | 3:27.40 | q,                   |
| 9    | 2       | 9    | Itália         | Maria Benedicta Chigbolu, Ayomide Folorunso, Giancarla Trevisan, Raphaela Lukudo            | 3:27.57 |                      |
| 10   | 1       | 5    | Austrália      | Bendere Oboya, Lauren Boden, Ellie Beer, Rebecca Bennett                                    | 3:28.64 | Recorde da temporada |
| 11   | 1       | 6    | Índia          | Jisna Mathew, M. R. Poovamma, V. K. Vismaya, Venkatesan Subha                               | 3:29.42 | Recorde da temporada |
| 12   | 1       | 9    | França         | Amandine Brossier, Déborah Sananes, Élise Trynkler, Agnès Raharolahy                        | 3:29.66 | Recorde da temporada |
| 13   | 2       | 5    | Cuba           | Zurian Hechavarría, Rose Mary Almanza, Adriana Rodríguez, Roxana Gómez                      | 3:29.84 | Recorde da temporada |
| 14   | 2       | 8    | Suíça          | Léa Sprunger, Fanette Humair, Rachel Pellaud, Yasmin Giger                                  | 3:30.63 |                      |
| 15   | 1       | 2    | Nigéria        | Blessing Oladoye, Patience Okon George, Abike Funmilola Egbeniyi, Favour Ofili              | 3:35.90 |                      |
| 16   | 2       | 7    | Botswana       |                                                                                             | DNS     | DNS                  |

### Final
A final ocorreu dia 6 de outubro às 21:19. 
| Pos.              | Raia | Nacionalidade  | Atletas                                                                                      | Tempo   | Notas                |
| ----------------- | ---- | -------------- | -------------------------------------------------------------------------------------------- | ------- | -------------------- |
| Medalha de ouro   | 7    | Estados Unidos | Phyllis Francis, Sydney McLaughlin, Dalilah Muhammad, Wadeline Jonathas                      | 3:18.92 | Melhor marca do ano  |
| Medalha de prata  | 6    | Polónia        | Iga Baumgart-Witan, Patrycja Wyciszkiewicz, Małgorzata Hołub-Kowalik, Justyna Święty-Ersetic | 3:21.89 | Recorde nacional     |
| Medalha de bronze | 4    | Jamaica        | Anastasia Le-Roy, Tiffany James, Stephenie Ann McPherson, Shericka Jackson                   | 3:22.37 | Recorde da temporada |
| 4                 | 5    | Grã-Bretanha   | Zoey Clark, Jodie Williams, Emily Diamond, Laviai Nielsen                                    | 3:23.02 | Recorde da temporada |
| 5                 | 2    | Bélgica        | Hanne Claes, Imke Vervaet, Paulien Couckuyt, Camille Laus                                    | 3:27.15 |                      |
| 6                 | 8    | Ucrânia        | Kateryna Klymiuk, Olha Lyakhova, Tetyana Melnyk, Hanna Ryzhykova                             | 3:27.48 |                      |
| 7                 | 3    | Países Baixos  | Lieke Klaver, Lisanne de Witte, Bianca Baak, Femke Bol                                       | 3:27.89 |                      |
| 8                 | 9    | Canadá         | Alicia Brown, Aiyanna Stiverne, Madeline Price, Sage Watson                                  | DSQ     | 163.3(a)             |

Legenda
| Recorde mundial       | Recorde mundial (World record)               |                       | Recorde africano                      | Recorde africano (African) |                                           | Q | Classificado por posição (Qualified) |
| Recorde do campeonato | Recorde do campeonato (Championship record)  | Recorde da América    | Recorde da América (Americas)         | q                          | Classificado por melhor tempo (Qualified) |   |                                      |
| Melhor marca do ano   | Melhor marca do ano (World leading)          | Recorde asiático      | Recorde asiático (Asian)              | DNS                        | Não largou (Did not start)                |   |                                      |
| Recorde nacional      | Recorde nacional (National record)           | Recorde europeu       | Recorde europeu (European)            | DNF                        | Não terminou (Did not finish)             |   |                                      |
| Recorde pessoal       | Recorde pessoal do atleta (Personal best)    | Recorde da Oceania    | Recorde da Oceania (Oceania)          | DSQ / DQ                   | Desclassificado (Disqualified)            |   |                                      |
| Recorde da temporada  | Recorde da temporada do atleta (Season best) | Recorde sul-americano | Recorde sul-americano (South America) | NM                         | Sem marca (No mark)                       |   |                                      |